# Verkiezingen voor het Europees Parlement 2014/Kandidatenlijst/CSP
Dit is de kandidatenlijst van de Belgische Christlich Soziale Partei voor de Europese verkiezingen van 2014. De verkozenen staan vetgedrukt.

## Effectieven
1. Pascal Arimont

## Opvolgers
1. Patricia Creutz-Vilvoye
2. Daniel Franzen
3. Fabienne Xhonneux
4. Bernd Karthäuser
5. Marion Dhur
6. Luc Frank